# Танаусу Домингес
Педро Танаусу Домингес Пласерес (исп. Pedro Tanausú Domínguez Placeres; род. 20 сентября 1990, Лас-Пальмас) — испанский футболист, играющий на позиции полузащитника.

## Клубная карьера
В 2011 году Тана дебютировал за канарский клуб «Весиндарио» в Сегунде B. В начале 2012 года он стал игроком «Лас-Пальмаса», однако первое время выступал за третью и вторую команды клуба. 31 августа 2013 года Тана дебютировал за «Лас-Пальмас» в Сегунду, выйдя на замену в домашнем матче против «Эйбара». 5 октября того же года он забил и свой первый гол в Сегунде, отметившись на 4-й добавленной к матчу минуте домашнего поединка против «Кордовы».
По итогам Сегунды 2014/15, в которой Тана появился на поле лишь в последнем туре, «Лас-Пальмас» добился возвращения в Примеру. 25 октября 2015 года Тана дебютировал в главной футбольной лиге Испании, выйдя в стартовом составе в домашней игре с «Вильярреалом». 30 декабря того же года он забил первый гол в Примере, открыв счёт в домашнем матче против «Гранады», а 1 марта 2016 года сделал дубль, доведя счёт до разгромного в домашней игре против «Хетафе».